# Distretto di Chakwal
Il distretto di Chakwal (in urdu: ضلع چکوال) è un distretto del Punjab, in Pakistan, che ha come capoluogo Chakwal. Nel 1998 possedeva una popolazione di 1.083.725 abitanti.